# The Return of the Ancient Gods
The Return of the Ancient Gods es un álbum de la banda colombiana Guahaihoque. Fue publicada en diciembre de 2007 por Xue Productions.

## Lista de canciones
1. Revelations - 06:10
2. Elder evocations - 04:59
3. Monminie - 05:54
4. Thy eternal golden dawn 04:35
5. Woods whispering - 04:04
6. Along a path - 05:55

- Datos: Q6145122